# 立松嗣章
立松 嗣章（たてまつ ひであき）は、日本のテレビプロデューサー。フジテレビジョン社員。

## 経歴
慶應義塾大学卒業後、1992年入社。テレビドラマからバラエティ番組まで幅広く番組の企画、編成、プロデューサーを担当し編成制作局編成部副部長兼ドラマ統括チーフプロデューサーも務めた。編成制作局編成部長、広報局広報部長、アナウンス室長などを経て、2022年7月、編成制作局長。
2024年6月、執行役員編成総局編成局長。
2025年3月27日のフジテレビ人事異動により執行役員及び編成局長を解かれ、編成局付となった。

## 主な担当番組
※過去・単発も含む。

### 編成
テレビドラマ
- 電車男（2005年）
  - 電車男・もう一つの最終回スペシャル（2005年）
  - 電車男DELUXE最後の聖戦（2006年）
- ほんとにあった怖い話夏の特別編（2005年）
- 西遊記（2006年）
- 医龍-Team Medical Dragon-（2006年）
- のだめカンタービレ（2006年）
- LIAR GAME（2007年）
- 千の風になってドラマスペシャル第3夜・「はだしのゲン」（2007年）
- ファースト・キス（2007年）
- 医龍2-Team Medical Dragon-（2007年）
- 薔薇のない花屋（2008年）
- 花ざかりの君たちへ〜イケメン☆パラダイス〜2011 （2011年）

バラエティ
- SMAP×SMAP
- トリビアの泉 ～素晴らしきムダ知識～
- 幸せって何だっけ ～カズカズの宝話～
- TV☆Lab
- FNSの日・27時間テレビ
  - FNS ALLSTARS あっつい25時間テレビ やっぱ楽しくなければテレビじゃないもん!（2005年）
  - FNS26時間テレビ 国民的なおもしろさ!史上最大!!真夏のクイズ祭り 26時間ぶっ通しスペシャル（2006年）
  - FNS27時間テレビ みんな“なまか”だっ!ウッキー!ハッピー!西遊記!（2007年）

### 企画
テレビドラマ
- 青に恋して! ～サッカー通と4人の美女の物語～（2002年）
- オンナの感（2003年）
- 金曜エンタテイメント特別企画・踊る!親分探偵1（2005年）
- 金曜エンタテイメント特別企画・8・12墜落 20年目の誓い～天国にいるわが子へ～（2005年）
- 硫黄島～戦場の郵便配達～（2006年）
- 特別企画“ダ・ヴィンチ・コード”ミステリースペシャル 天才ダ・ヴィンチ最大の謎と秘密の暗号（2006年）
- 大韓航空機爆破事件から20年 金賢姫を捕らえた男たち 〜封印された3日間〜 (2007年)
- シバトラ〜童顔刑事・柴田竹虎〜（2008年）
- ホームレス中学生（2008年)
- アタシんちの男子（2009年）
- 地下鉄サリン事件 15年目の闘い〜あの日、霞ヶ関で何が起こったのか〜 (2010年3月20日)
- 神戸新聞の7日間（2010年）
- JOKER～許されざる捜査官～（2010年）
- 東野圭吾3週連続スペシャル「回廊亭殺人事件」（2011年）
- 東野圭吾3週連続スペシャル「11文字の殺人」（2011年）
- 東野圭吾3週連続スペシャル「仮面山荘殺人事件」（2011年）
- 謎解きはディナーのあとで（2011年)※企画協力

バラエティ
- パンドラの秘宝～クセになる世界TVウォッチ!
- 所さんの画スタマイズ天国
- 芸能プロフィール刑事
- 未来教授サワムラ

### プロデューサー
バラエティ
- パンドラの秘宝～クセになる世界TVウォッチ!

ほか。

## 映画
- HERO（2007年）フジテレビ編成担当
- LIAR GAME -再生-（2012年）
- 踊る大捜査線 THE FINAL 新たなる希望（2012年）